# 鎌田優紀子
鎌田 優紀子（かまた ゆきこ、1987年7月7日 - ）は、日本の作曲家。
宮崎県東臼杵郡美郷町出身。

## 略歴
幼少期よりピアノを習い音楽に親しむ。宮崎県立日向高等学校時代は吹奏楽部に所属。活水女子大学音楽学部に進学し作曲を学ぶ。作曲家で同大学教授の安川徹に師事。
現在は熊本を拠点としつつ、九州内外の楽曲制作、提供を行っている。

## 作品

### 企業CM、イメージ、PV等への楽曲提供

#### TVCM/WEB CM
- N organic WebCM音楽「ママとして、妻として」編
- サッポロビール「IGUSA」WebCM音楽

- OMO5熊本by星野リゾート　TVCM音楽
- 星野建設株式会社　TVCM音楽
- tamapon Gift TVCM音楽編曲
- 寺原自動車学校TVCM音楽 作詞・作曲

#### プロモーション映像音楽
- SONY α［αUniverse］ブランディングムービー映像音楽
- OMO5熊本by星野リゾート 凹凸テラス内音楽
- FACTELIER 短編ドキュメンタリー「ものがたりのあるものづくり」音楽
- 株式会社ヤマチク ファクトリーショップ「拝啓」店内BGM
- 武田薬品 湘南ヘルスイノベーションパーク コンセプトムービー音楽
- 株式会社メリーチョコレートカムパニー バレンタインコレクション2023音楽
- 東亜不動産公式PV音楽「ただいまを、つなぐ」音楽
- 嘉悦なつ美 1st Album「無駄な作業」編曲
- 株式会社ツジカワ アイキャッチメイキング音楽
- KKT 熊本県民テレビ てれビタ「SPOTLIGHT」テーマ音楽
- 熊本城おもてなし武将隊演舞曲編曲

- やまがBASE　プロモーション音楽

- 株式会社クシタニ/KUSHITANI CRAFTSMANSHIP Since1947 音楽
- マツダ株式会社100周年記念/MAZDA PAPER CRAFT　BGM
- JT ひととき小説 音楽
- 熊本県立劇場40周年記念 コンセプトムービー音楽
- 熊本市政令指定都市10周年スペシャルムービー音楽
- 熊本県玉名市大俵まつりPV音楽
- 花畑広場×アート 熊本市プロモーション映像音楽
- FIRED UP!KUMAMOTO　プロモーション映像音楽
- 株式会社九州電算「肉旅」PV音楽
- 株式会社リヴァ宿泊型転地療養サービス「ムラカラ」PV音楽
- 一般社団法人MEAS Park サウンドロゴ&テーマ音楽
- 荒尾玉名地域結婚サポートセンター KOIBANA PV音楽

### 記念事業PV楽曲提供
- 熊本市政令指定都市10周年記念[1]
- 熊本県立劇場40周年記念[2]

## 受賞歴
- 伊勢志摩国際作曲コンテスト特別賞
- 全日本作曲家コンクール入選